# بوب مانويل أودوكوو
بوب مانويل أوبيديما أودوكوو (بالإنجليزية: Bob-Manuel Obidimma Udokwu)‏ (مواليد 18 أبريل 1968)، هُو مُمثل ومُخرج ومُنتج نيجيري.

## وصلات خارجية
- بوب مانويل أودوكوو في قاعدة بيانات الأفلام على الإنترنت